# Acharis campbelli
Acharis campbelli är en insektsart som beskrevs av Kae Kyoung Kwon och Lee 1979. Acharis campbelli ingår i släktet Acharis och familjen dvärgstritar. Inga underarter finns listade i Catalogue of Life.